# أمفيبيا
أمفيبيا (بالإنجليزية: Amphibia) هو مسلسل رسوم متحركة أمريكي عرض الموسم الأول على قناة ديزني في 17 يونيو 2019. شارك في المسلسل بريندا سونغ، بيل فارمر وأماندا ليتون.

## روابط خارجية
أمفيبيا على موقع IMDb (الإنجليزية)
- أمفيبيا على موقع روتن توميتوز (الإنجليزية)
- أمفيبيا على موقع كينوبويسك (الروسية)
- أمفيبيا على موقع ألو سيني (الفرنسية)
- أمفيبيا على موقع ميوزك برينز (الإنجليزية)
- أمفيبيا على موقع قاعدة بيانات الفيلم (الإنجليزية)